# Улица Баре
„Улица Баре” (фр. Rue Barrée) је приповетка коју је Роберт В. Чејмберс објавио у збирци Краљ у жутом 1895. године.

## Радња
Смештена у Латинској четврти Париза, прича се одвија око насловне улице. Почиње тако што један студент указује на уметника Фоксхола Клифорда Селбију, новопридошлици у Паризу, који се затим заљубљује у безимену девојку – коју, немајући бољег сазнања о њој, крсти именом улице.